# Оптимист (класс яхт)
«Оптимист» — гоночный одноместный швертбот международного класса со шпринтовым парусным вооружением. Применяется для обучения детей основам парусного спорта.

## История создания
В конце 1950-х проект разработан яхтенным конструктором Кларком Миллзом из Флориды. Первоначально швертботы изготавливались кустарно небольшими партиями.
От современной версии лодка отличалась парусным вооружением шлюп.
В 1961 году в Дании проведена модернизация проекта в соответствии с требованиями безопасности к начальному обучению яхтингу детей в возрасте 7—14 лет.
Лодка получила:
- шпринтовое парусное вооружение
- баки аварийной плавучести

В 1960-е годы создана Международная ассоциация класса «Оптимист», занимающаяся регистрацией этого класса по всему миру.
С 1970 года с согласия ассоциации класса ведётся строительство корпусов яхт из стеклопластика. Позднее разрешено изготовление рангоута из алюминия.
В 1972 году Международный союз парусных гонок официально утвердил данный класс в качестве международного детского класса швертбота-одиночки.
По состоянию на 1979 год в мире насчитывалось около 120 000 яхт. В настоящее время соревнования этих яхт в России проходят по следующим подгруппам:
- А (гоночная яхта с надувными баками аварийной плавучести),
- Б (учебно-тренировочная яхта с конструктивно встроенными в корпус баками аварийной плавучести).

## Оптимист в России
В январе 2017 года в Санкт-Петербурге создана правопреемница Ассоциации класса Оптимист, оплачены стартовые взносы на первенство мира, определены критерии отбора.

## Ссылки

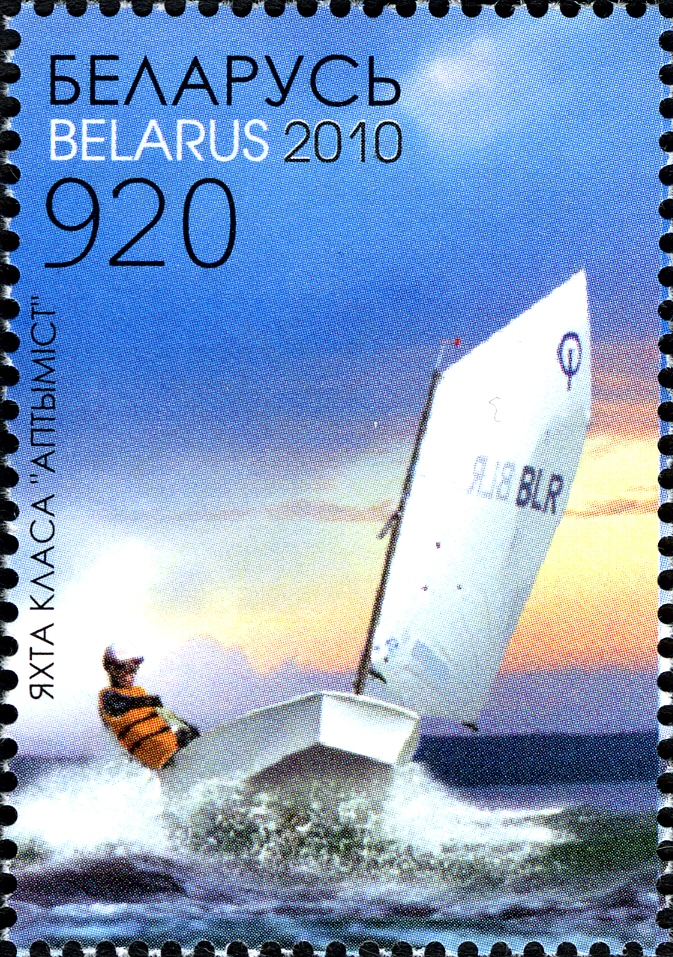